# Simion Mironaș
Simion Mironaș (n. 19 noiembrie 1965, Tarcău, România – d. 7 mai 2022, Iași, România) a fost un fotbalist român.

## Carieră
În etapa a 8-a a sezonului 1994–95 a Diviziei A, Simion a jucat pe 13 octombrie 1994 pentru Gloria Bistrița cu Rapid București și pe 15 octombrie pentru Dinamo București cu Universitatea Cluj, devenind astfel singurul român care a jucat la două echipe în aceeași etapă.

## Acuzații
La 28 februarie 1998, Mironaș a fost implicat într-un accident rutier în timp ce conducea mașina în Susenii Bârgăului, județul Bistrița-Năsăud și a lovit doi adolescenți, dintre care unul de 15 ani a murit. Conducea fără permis după ce cu câteva zile mai devreme, a lovit o femeie însărcinată pe trecerea de pietoni. Mironaș a primit o pedeapsă de un an cu suspendare.

## Activitate competițională

### Gloria Bistrița
- Cupa României: 1993–1994